# Сафин, Станислав Газизович
Сафин Станислав Газизович (родился 17.6.1950, д. Зилим-Караново Гафурийского района БАССР) — физик, доктор технических наук (2008), профессор (2008); эксперт федерального реестра экспертов научно-технической сферы, член корреспондент РАЕН, действительный член Русского географического общества, член Ученого Совета и его Президиума Архангельского отделения Русского географического общества

## Биография
Сафин Станислав Газизович родился 17 июня 1950 года в деревне Зилим-Караново Гафурийского района БАССР.
В 1975 году окончил Башкирский государственный университет.
Затем в 1988 году окончил Свердловский институт народного хозяйства.
С 1975 года работает инженером НГДУ «Азнакаевскнефть» ПО «Татнефть», с 1977 года старший инженер, заведующий лабораторией ПО «Нижневартовскнефтегаз», с 1982 года заведующий лабораторией НГДУ «Повхнефть» в городе Когалым.
С 1986 года работает в ОАО «Ноябрьскнефтегаз» в должностях: с 1998 года главный геолог НГДУ «Заполярнефть», с 1999 года заместитель директора НоябрьскНИПИнефтегаз.
С 2000 года назначен заместителем генерального директора ОАО «Архангельскгеолдобыча», с 2001 года заместителем главы администрации Архангельской области.
С 2002 года работает в должности генерального директора ООО «Поморнефтегаз».
В 2004 году начал преподавать в Архангельском государственном техническом университете.
В 2008 году защитил докторскую диссертацию на тему «Геотехнологические основы повышения эффективности добычи нефти из недонасыщенных нефтью высокотемпературных полимиктовых пластов» в Институте проблем транспорта энергоресурсов (ГУП «ИПТЭР»).
С 2010 года работает в должности профессора кафедры транспорта, хранения нефти, газа и нефтегазопромыслового оборудования института нефти и газа САФУ в Северном (Арктическом) федеральном университете.

## Научная деятельность
Научно‑производственная деятельность связана с разработкой и эксплуатацией нефтегазовых месторождений. Сафиным разработаны геотехнологические основы повышения эффективности добычи нефти из недонасыщенных нефтью пластов. Автор более 200 научных трудов и 11 изобретений.

### Публикации
- Сафин С. Г. Капитальный ремонт скважин / учебное пособие. Архангельск, Северный (Арктический) федеральный ун-т 2010. 112 c ISBN 978-5-261-00503-2
- Сафин С. Г. Основы нефтегазопромыслового дела / учебное пособие. Архангельск, Северный (Арктический) федеральный ун-т, 2011 239 c ISBN 978-5-261-00579-7
- Сафин С. Г. Методы повышения продуктивности скважин. Нефтегазовое дело / учебное пособие. Архангельск, Северный (Арктический) федеральный ун-т, 2009 171 с. ISBN 978-5-261-00407-3
- Сафин С. Г. История нефтегазовой отрасли России : учебное пособие. Архангельск : ИД САФУ, 2014. — 129 с. ISBN 978-5-261-00968-9
- Сафин С. Г. Разработка композиций для удаления асфальтосмолопарафиновых отложений в нефтепромысловом оборудовании // Нефтяное хозяйство. 2004. № 7. С. 106—109.
- Сафин С. Г. Моделирование изменения фазовых проницаемостей пластовых флюидов в коллекторах с неоднородным и пониженным нефтенасыщением // Нефтяное хозяйство. 2008. № 11. С. 106—107.

### Редакторская деятельность
- Сырьевая база России в XXI веке = Russia resource base in XXI century : Материалы конф., посвящ. 70-летию геол. службы на Европ. Севере России / [Под науч. ред. С.Г. Сафина]. - М. : ВНИИОЭНГ, 2002 (ПИК ВИНИТИ). - 521 с. ISBN 5-88595-098-9